# Jagir-Jadaldinni, Devadurga
Jagir-Jadaldinni là một làng thuộc tehsil Devadurga, huyện Raichur, bang Karnataka, Ấn Độ.